# Алексий (Палицын)
Архиепископ Алексий (в миру Василий Михайлович Палицын; 4 [16] августа 1881, село Дубровка, Касимовский уезд, Рязанская губерния — 20 апреля 1952, Куйбышев) — епископ Русской православной церкви, архиепископ Куйбышевский и Сызранский.

## Биография
Родился 4 (16) августа 1881 года в семье священника села Дубровки (ныне Касимовский район, Рязанская область).
В 1903 году окончил Рязанскую Духовную семинарию, после чего учительствовал в образцовой школе.
Обучался в Харьковском ветеринарном институте.
В 1913 году поступил послушником в один из киевских монастырей. В 1914 году был пострижен в монашество и рукоположён во иеродиакона и иеромонаха. В 1922 году стал настоятелем Московского Донского монастыря, где проживал до своей кончины Патриарх Тихон. Был последним настоятелем монастыря перед его закрытием.
В донесении Патриарху Тихону президиума церковной общины при Донском монастыре (до 14 июля 1923 г.), поданному после освобождения Патриарха Тихона из заключения в 1923 году, сообщалось о своём строгом подчинении канонам св. Церкви за все время существования общины с 19 февраля 1919 г., под руководством настоятеля иеромонаха Алексия Палицына. Обновленцы не смогли склонить их к присоединению
1 февраля 1924 года назначен епископом Суздальским, временно управляющим Владимирской епархией, 4 февраля освобождён от назначения с оставлением наместником Донского монастыря.
В 1924—1926 годах — в ссылке в Нарымском крае.
28 марта 1926 года хиротонисан во епископа Можайского, викария Московской епархии, однако вскоре после хиротонии арестован и заключён в Соловецкий лагерь особого назначения, впоследствии жил в ссылке.
13 октября 1941 года, накануне эвакуации из Москвы, Патриарший местоблюститель митрополит Сергий (Страгородский) возложил на него «на время отсутствия Патриархии из Москвы заведование церковными делами по г. Москве», с назначением почётным настоятелем церкви Даниловского кладбища Москвы с титулом архиепископа Волоколамского, викария Московской епархии.
В октябре 1941 — январе 1942 года являлся временно управляющим Московской епархией в период эвакуации Московской Патриархии в Ульяновск.
С 1942 года — архиепископ Куйбышевский (с 1944 года — Куйбышевский и Сызранский).
8 сентября 1943 года был участником Собора, на котором был избран в Патриархи митрополит Сергий (Страгородский).
За свою патриотическую деятельность в дни Великой Отечественной войны награждён медалью «За оборону Москвы» и медалью «За доблестный труд в Великой Отечественной войне 1941—1945 гг.».
В апреле 1944 году на архиепископа Алексия была возложена миссия присоединения к Церкви среднеазиатских обновленцев, под давлением властей пожелавших выйти из раскола. Ему предстояло принять покаяние от бывшего обновленческого духовенства, заново освятить обновленческие храмы, заложить основы нормальной епархиальной жизни и епархиального управления, сгладив при этом далеко не простые отношения между бывшими обновленцами и «непримиримыми тихоновцами». Напряжение между обеими церковными ориентациями накануне приезда архиепископа Алексия достигло своего апогея и принимало иногда смешные формы. Как писал местный уполномоченный Совета по делам Русской Православной Церкви, «представители и того и другого течения наняли для архиепископа квартиры, приглашая его друг перед другом; встречали его на вокзале каждая группа со своим автомобилем». Архиепископ Алексий действовал вполне самостоятельно, не считаясь ни с нажимом обновленцев, ни со стремлением священников Патриаршей Церкви окончательно тех дискредитировать. Прежде всего он принял публичное покаяние от лидера среднеазиатских обновленцев протоиерея Григория Брицкого, ставший временно исполняющим обязанности управляющего Средне-Азиатской обновленческой епархией после того, как архиепископ Сергий (Ларин) в декабре 1943 года уехал в Москву и присоединился к Московскому Патриархату. Другие обновленческие священники приносили покаяние келейно. На время, пока в Среднюю Азию не прибудет правящий архиерей, им был создан Благочиннический совет, на который были возложены обязанности по временному управлению епархией. В него вошли пять священников; двое из них были обновленцами, присоединившимися к Патриаршей Церкви (в том числе и отец Григорий Брицкий), а также здесь были представлены и священники Патриаршей Церкви, известные ранее своей активной антиобновленческой проповедью. Очевидно, чтобы создать хоть какой-то перевес старых «тихоновских кадров» над бывшими обновленцами, в совет был введен священник из Казахстана. Деятельность архиепископа Алексия (Палицына) полностью устроила местного уполномоченного, который писал: «Процедура приема „покаяния“ от бывших обновленцев была им проведена с большим тактом, поэтому переход обновленчества в Патриархию прошел почти безболезненно, без каких-либо эксцессов».
В условиях, когда почти все духовенство Средне-Азиатской епархии вышло из обновленческой среды, архиепископ Алексий (Палицын) сделал ставку на представителей монашеского духа — архимандрита Гурия (Егорова) и его ученика иеромонаха Иоанна (Вендланда).
В 1947 году занесён в список архиереев, не приславших поздравительных телеграмм к 30-летию Октябрьской революции.
Последние 2 года перед смертью тяжело болел.
Скончался 8 апреля 1952 года в Куйбышеве от кровоизлияния в мозг. Погребён 12 апреля 1952 года, в Лазареву субботу, в притворе Покровского кафедрального собора.